# アクシデンタル・スパイ
『アクシデンタル・スパイ』（原題：特務迷城、英題：The Accidental Spy）は、2001年に公開されたジャッキー・チェン主演の香港映画。

## 概要
「ハリウッドでは実現不可能な、かつてない危険なアクションへの挑戦をしたかったんだ」というジャッキー・チェンのキャッチコピー通りで、冒頭では高層クレーンに飛び移ったり、飛行機へバイクで突入したり、クライマックスのタンクローリーの暴走を食い止めようとするシーンなど、ジャッキー・チェンの醍醐味ともいうべき決死のスタントシーンが盛りだくさんな内容となっている。
シリアスなストーリーではあるが、イスタンブールで追手から逃げる際の市場での格闘シーンはコミカルな演出がなされている。
イスタンブールでのカーチェイスシーンではジャン・レノが主演した『RONIN』にも携わったフランスのスタントチームが参加している

## ストーリー
運動用品店を営む平凡な男バック（ジャッキー・チェン）は、ショッピングモールで食事を摂っている際に特殊な能力を発揮して銀行強盗を予知し、その直後に実際に起きた強盗事件を解決した。マスコミによってヒーローに祭りあげられた彼の前に私立探偵を名乗る男（エリック・ツァン）が現れ、パクという名の韓国人が実子の代わりに遺産を譲る人物を探していると告げ、バックの出生にまつわる謎の言葉を残し姿を消す。親を知らず孤児院で育った彼が自らの出生の謎を追い求め韓国、さらにイスタンブールを訪れるうちに、バックはいつしか細菌兵器を巡る国際的な陰謀に巻き込まれていく。

## キャスト
| 役名             | 俳優               | 日本語吹替 | 日本語吹替   |
| 役名             | 俳優               | ソフト版   | テレビ朝日版 |
| ---------------- | ------------------ | ---------- | ------------ |
| バック・ユエン   | ジャッキー・チェン | 石丸博也   | 石丸博也     |
| ヨン             | ビビアン・スー     | 山本雅子   | 小林沙苗     |
| カルメン・ウォン | キム・ミン         | 弓場沙織   | 魏涼子       |
| ゼン             | ウー・シングォ     | 堀之紀     | 山路和弘     |
| メニー・リュウ   | エリック・ツァン   | 坂口哲夫   | 塩屋浩三     |

- テレビ朝日版：初回放送2004年6月13日『日曜洋画劇場』 21:00-22:54

## スタッフ
- 監督：テディ・チャン
- 製作総指揮：スティーヴン・チェン、デヴィッド・チェン
- 製作：ジャッキー・チェン、レイモンド・チョウ
- 脚本：アイヴィ・ホー
- 動作設計：トン・ワイ、成家班（第21回香港電影金像奨において最佳動作設計を受賞）
- 撮影：ウォン・ウィンハン、プイ・タットカム
- 音楽：ピーター・カム
- 主題歌：ジャッキー・チュン